# Nachal Dragot
Nachal Dragot (hebrejsky נחל דרגית) je vádí v jižním Izraeli, na pomezí Judských hor a severní části Negevské pouště.
Začíná v nadmořské výšce přes 700 metrů v kopcovité pouštní krajině na jižním úpatí hory Har Amasa nedaleko vesnice Har Amasa. Směřuje pak k jihu a prudce klesá z Judských hor do Negevské pouště. Z východu míjí arabskou vesnici Dridžat a beduínskou vesnici Makchul. Pak vstupuje do planiny Bik'at Arad s rozptýleným beduínským osídlením. Zde, severně od beduínského města Kesejfa a západně od archeologické lokality Tel Arad ústí zprava do vádí Nachal Krajot.